# Блейк Иден
Блейк Иден (англ. Blake Eden; род. 25 августа 1996, Финикс) — американская порноактриса и эротическая фотомодель.

## Биография
Блейк Иден, также известная как Блейк Бартелли, родилась в августе 1996 года в американском штате Калифорния. Карьеру эротической фотомодели начала в 2015 году, в том же году дебютировала в порноиндустрии в возрасте 19 лет.
Снималась для таких студий, как Girlsway, Kelly Madison Productions, Girlfriends Films, Mofos, FM Concepts, Digital Sin, Digital Playground, Adam & Eve, Bangbros, Brazzers, Vixen, Jules Jordan Video и New Sensations.
В январе 2016 года была выбрана Hustler Honey of the Month, а два месяца спустя была объявлена «Киской месяца» журнала Penthouse.

## Награды и номинации
| Год  | Награда           | Результат | Категория           | Фильм                    |
| ---- | ----------------- | --------- | ------------------- | ------------------------ |
| 2017 | Spank Bank Awards | Номинация | Most Luscious Labia | н/д                      |
| 2018 | Fleshbot Award    | Победа    | Сольная сцена года  | Cumming Cutie Blake Eden |